# Sonata per pianoforte n. 10 (Beethoven)

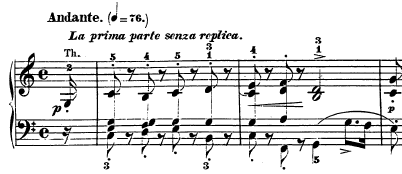
Secondo movimento: Andante

La Sonata per pianoforte n. 10, Op. 14 n. 2 in sol maggiore venne composta da Ludwig van Beethoven nel 1799.

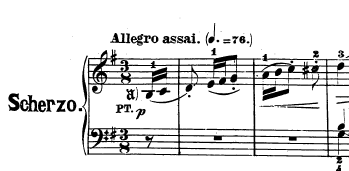
Terzo movimento, Scherzo: Allegro assai

## Analisi del primo movimento
Il primo movimento della decima sonata per pianoforte di Beethoven è un Allegro in tempo due quarti, nella tonalità di base di sol maggiore. La struttura è quella della forma-sonata: esposizione (due temi) – sviluppo – ripresa e coda finale.

### Esposizione

#### Primo tema
Il primo tema (esposto nella tonalità di base: sol maggiore) è diviso in due frasi molto diverse (bb. 1-5 e 5-9). La prima (domanda) è impostata sull'anacrusi formata da tre semicrome, che viene riproposta per cinque volte (compresa quella della seconda frase). Questo gioco ritmico ”inganna l'ascoltatore facendogli credere che la stanghetta di battuta si trovi al posto sbagliato”. (bb. 1–5):
La seconda frase (risposta), pur essendo diversa, si presenta anch'essa con un andamento ritmico sfalsato dalle sincopi delle crome della mano destra [bb. 5-10]:
La codetta di questo tema, abbastanza breve (bb. 9-26) serve da transizione al secondo tema. Da segnalare in questa fase l'uso del basso albertino (raro in Beethoven) con lo scopo, per merito della sua regolarità ritmica, di equilibrare l'andamento sincopato del periodo precedente (bb.9-17):

#### Secondo tema
Il secondo tema ha un carattere più regolare e melodico, potrebbe essere tratto da ”alcuni passaggi melodici strumentali delle sinfonie d'opera”. Tonalmente è basato sulla dominante (re maggiore), preparata nella battuta precedente da quattro crome sulla nota la (dominanate di re) e si compone di due frasi simili (la seconda, in risposta alla prima, è impostata sulla dominante di re maggiore, ossia la; in realtà è un accordo di settima essendo presente anche il sol) [bb. 26-33]:
La codetta di questa seconda idea, come frequentemente accade, si riallaccia direttamente alla coda dell'esposizione (bb. 34-64). Una cadenza finale sul re maggiore prepara lo sviluppo sulla tonica.

### Sviluppo
Lo sviluppo, ”eccezionalmente lungo ed elaborato”, ha un certo senso drammatico tipico del Beethoven di questo periodo. Il tema principale qui trova la sua massima espressione, mentre la seconda idea appare brevemente e di sfuggita. Si possono notare due momenti di rilievo: quando il tema si presenta nella mano sinistra accompagnato da arpeggi di terzine di semicrome e quando riappare dopo un accordo coronato di si bemolle maggiore: ma si tratta di una “falsa partenza”, in quanto l'ambiente armonico è mi bemolle maggiore (ben lontano dalla tonica sol maggiore):

### Ripresa
Alla battuta 117 un lungo pedale sulla dominante prepara adeguatamente la ripresa vera e propria del tema principale sulla tonica (bb. 120-127):
Il secondo tema (bb. 155-161), come d'uso nella forma-sonata, riappare alla tonica (sol maggiore), ma senza ulteriori elaborazioni come nello sviluppo, a indicare la poca importanza di questo elemento nel primo tempo. Nella coda finale avviene un'ultima elaborazione del tema: qui ”Beethoven decide di normalizzare il ritmo del tema principale e di trasformarlo da spiritoso in espressivo”: un effetto, già usato da altri compositori (Mozart), di usare la coda per risolvere le eccentricità del materiale (bb. 131-135):
Un'ultima apparizione del tema (questa volta con la ritmica iniziale) chiude il primo movimento.

## Analisi del secondo movimento
Il secondo movimento è un Andante in tempo quattro quarti, nella tonalità di base di do maggiore (sottodominante rispetto alla tonica del primo movimento). La struttura è quella del tema con tre variazioni.

### Tema
Il tema è un Lied, il cui canto semplice e grazioso si sviluppa nelle classiche otto battute, l'ultima delle quali presenta una cadenza alla dominante (sol maggiore). [bb. 1 -9]:
La seconda parte (quasi una risposta) presenta la ripetizione del Lied all'ottava superiore.

### Prima variazione
Le variazioni di questo tema sono molto semplici. La prima utilizza un procedimento sincopato (sfasamento in ritardo di una croma della mano destra rispetto alla mano sinistra) [bb. 22-24]:

### Seconda variazione
La seconda variazione coinvolge anche la mano sinistra nel ritmo sincopato (bb. 44-48):

### Terza variazione
Dopo le prime cinque battute di ritmo sincopato, un ritardando (si veda la revisione di Alfredo Casella) ed un diminuendo introducono un nuovo elemento costituito da quartine di semicrome della mano destra (anche queste sincopate). In questa variazione il disegno melodico del tema è affidato alla seconda semicroma (bb. 70-73):
Nel finale, come di consueto, viene ripreso brevemente il tema nella sua forma originaria. L'ultima battuta riserva una sorpresa: delle sommesse note isolate in staccato concludono bruscamente con un accordo in fortissimo di otto note sulla tonica.

## Analisi del terzo movimento
Il terzo movimento è uno scherzo (Allegro assai) in tempo tre ottavi nella tonalità di base di sol maggiore. La struttura è quella di un rondò con tre episodi intermedi, anche se nella prima parte potrebbe essere quasi una sonata. Più semplicemente può essere definito come un Rondò-Scherzo.

### Tema principale
Il tema principale è organizzato in quattro parti: (1) tema (bb. 1–5); (2) risposta con il tema presentato ad un'ottava più alta (bb 5–9); (3) codetta del tema (bb. 9–17); (4) ripresentazione del tema (bb. 17–23). [bb. 1-9]

### Primo episodio intermedio
Una modulazione porta l'ambiente armonico sul si maggiore (mediante); ed è in questa tonalità che viene presentato il primo episodio intermedio (bb. 24-42), quasi una semplice transizione che si chiude in mi maggiore (sopradominante). [bb. 24-27]

### Secondo episodio intermedio
Alla battuta 43, dopo una battuta vuota, torna il tema principale senza nessuna modifica rispetto alla prima esposizione; è alla fine che Beethoven inserisce nove battute di sviluppo del tema, più che altro un ponte modulante per introdurre il secondo episodio intermedio nella tonalità di do maggiore (sottodominante), quasi una seconda idea (bb.73-80):

### Terzo episodio intermedio
Il tema ritorna alla battuta 125, ma risentendo dell'ambiente armonico del secondo episodio intermedio viene esposto in do maggiore (falsa partenza). Dopo alcune esitazioni finalmente il tema riparte nella sua tonalità di sol maggiore (b. 139). Anche questa terza presentazione del tema è seguita da alcune variazioni che, come nel caso precedente, hanno la funzione di preparare l'entrata del terzo episodio intermedio, che si presenta in sol maggiore e dà a tutto il movimento una particolare vivacità, soprattutto per merito delle terzine di semicrome (bb.186-193):
Sulla spinta ritmica delle terzine si ripresenta alla tonica per l'ultima volta il tema fondamentale che chiude semplicemente quest'ultimo movimento.